# Karine Le Marchand
Pour les articles homonymes, voir Le Marchand.
Karine Mfayokurera dite Karine Le Marchand, née le 16 août 1968 à Nancy (Meurthe-et-Moselle), est une animatrice de télévision française.

## Biographie

### Enfance et formation
Karine Mfayokurera naît le 16 août 1968 à Nancy (Meurthe-et-Moselle), d'une mère française originaire de Lorraine et d'un père natif du Burundi, qui quitte le foyer alors qu'elle est âgée d'un an et demi. Elle est élevée aux côtés de sa sœur aînée Agnès, par sa mère, secrétaire de direction, et par sa grand-mère maternelle. Son grand-père est un maître-graveur, meilleur ouvrier de France. Ce n'est que beaucoup plus tard, à l'occasion du tournage pour TV5 Monde d'un reportage au Burundi, qu'elle reprend contact avec son père, ancien directeur de la télévision nationale burundaise, deux ans avant sa mort.
Pendant son cursus scolaire, elle pratique la harpe et la flûte traversière au Conservatoire à rayonnement régional de Nancy, en compagnie de sa sœur Agnès. Après son bac de français, elle quitte sa ville natale en 1986 et s'installe à Paris. Elle s'inscrit en terminale D dans un lycée parisien, tout en souhaitant entamer une carrière de chanteuse. D'abord mannequin, elle débute à la radio sur RMC où on lui propose de faire de la télévision. Elle choisit le pseudonyme de « Le Marchand » (le nom de son compagnon de l'époque) quelques minutes avant le début de sa première émission en direct, sous la pression du directeur des programmes,,, alors qu'elle présentait l'émission Midi Pile sur France 3 Paris Île-de-France.

### Carrière
De France 3, où Karine Le Marchand anime en 1998 Musique, musiques dont le rédacteur en chef est Jean-Pierre Pasqualini, elle passe brièvement par M6 avant de rejoindre TV5 où elle reste durant près de dix ans. Autour des années 2000, elle fait un passage rapide sur France 2, et fait quelques apparitions (Loto notamment). En 2004, elle succède à Maïtena Biraben dans l'émission Les Maternelles sur France 5.
En septembre 2009, après cinq saisons à succès à la tête de l'émission Les Maternelles sur France 5, elle décide de rejoindre la chaîne privée M6.
Elle reprend l'animation de l'émission L'amour est dans le pré, qui obtient son record d'audience pour la cinquième saison à l'été 2010.
Le 14 janvier 2010 sur la même chaîne, elle présente également C'est ma vie, une émission de société le samedi après-midi qui rencontre chaque semaine un succès d'audience.
Pour la rentrée 2010/2011, M6 lui confie deux émissions supplémentaires : Espoir de l'année, un grand concours national des meilleurs jeunes artisans (coiffeurs, fleuristes, pâtissiers, etc.) diffusé à partir du 16 novembre 2010, et depuis le 29 novembre 2011, l'émission On ne choisit pas ses voisins qu'elle coanime avec Stéphane Plaza. Elle apparaît dans la série Scènes de ménages, dans laquelle elle joue une maman qui a un enfant qui joue dans l'équipe de José.
Karine Le Marchand prête sa voix à l'émission Le Temps d'un poème, sur Disney Junior depuis le 4 septembre 2012[réf. nécessaire].
En 2013, elle participe à Toute la télé chante pour sidaction sur France 2. Elle écrit avec Alix Girod de l'Ain le livre L'Amour est tout près, publié aux éditions Philippe Rey.
En 2014, elle devient pensionnaire dans la nouvelle version des Grosses Têtes avec Laurent Ruquier sur la radio RTL.
À la rentrée 2016, elle présente l'émission politique Une ambition intime sur M6.
Elle se fait remarquer en 2018 en évoquant sans second degré les homosexuels « très efféminés, qui font du bruit et beaucoup de moulinets avec leurs bras ».
Le 19 décembre 2018, plus de 70 célébrités se mobilisent à l'appel de l'association Urgence Homophobie. Karine Le Marchand est l'une d'elles et apparaît dans le clip de la chanson De l'amour.
En 2020, elle est la marraine du débat public « imPACton » qui doit servir au Gouvernement pour l’élaboration du plan stratégique national, que la France doit remettre d’ici fin 2020 à la Commission européenne dans le cadre de la réforme de la PAC. La même année, elle succède à David Ginola comme présentatrice de La France a un incroyable talent sur M6.
À partir de 11 janvier 2021, elle présente l'émission Opération renaissance sur M6.
Désignée « ambassadrice » de la région PACA pour l'agriculture et l'éco-responsabilité, elle achète une bâtisse à Aix-en-Provence, et prétextant (selon Marsactu) d'un « projet à visée pédagogique », faire suivre au public sa rénovation sur les réseaux sociaux, elle obtient que la région PACA paye 117 460 € la « réalisation d’une étude préalable à des travaux »,. S'estimant « instrumentalisée par des journalistes », elle abandonne finalement cette subvention, tout en restant l'ambassadrice rémunérée de la région.

## Vie privée
Elle a une fille, née en 2002.
De 2005 à 2006, elle a une relation avec le chanteur Passi.
De 2007 à 2013, elle est en couple avec l'ancien footballeur Lilian Thuram. Le 4 septembre 2013, elle dépose une plainte contre ce dernier pour violence conjugale retirée quelques jours plus tard. Lilian Thuram nie les faits reprochés, et affirme que ces allégations sont dues à « une compensation » qu'il lui aurait refusée. L'animatrice porte à nouveau plainte pour diffamation – car traitée publiquement de menteuse – mais le tribunal relaxe Lilian Thuram au bénéfice de la bonne foi, jugeant que, si les propos étaient bien diffamatoires, ils étaient « sobres » et exprimés sur un ton modéré.
En 2018, elle a une histoire d'amour avec JoeyStarr. Leur idylle dure quelques mois et finit avec fracas. Elle publiera sur Twitter : "Le plus chiant quand tu quittes quelqu’un, c’est de retoucher toutes les photos pour remplacer sa tête par une vieille couille".

## Parcours professionnel

### En tant qu'animatrice
- 1994 : Musiques-Musiques sur TV5
- 1995 : Midi pile sur France 3 Paris Île-de-France Centre
- 1996 : 24 H en direct sur TV5
- 1996 : Télé séries sur M6
- 1998 : Comment faire ? et Comment faire plus ? sur France 2
- 1999 : Les Rituels de l'amour sur France 2
- 1999 : Les Forges du désert sur France 2
- 1999-2000 : Super Loto sur France 2
- 2000 : Ça va faire mâle sur France 2
- 2001-2004 : À vos quartiers sur France 3 Paris Île-de-France Centre
- 2004-2009 : Les Maternelles sur France 5
- 2005 : Encore plus libre sur France 2
- 2006-2008 : Les Molières sur France 2
- 2006-2009 : On n'est pas que des parents sur France 5
- 2007-2008 : Les Tabous de... sur France 2
- 2009 : Générations famille sur M6
- Depuis 2010 : L'amour est dans le pré (Saison 5 à 19) sur M6
- 2010-2014 : C'est ma vie sur M6
- 2010 : Espoir de l'année sur M6
- 2011-2014 : On ne choisit pas ses voisins sur M6
- 2012 : Le temps d’un poème sur Disney Junior
- 2012 : Joyeux anniversaire M6 ! sur M6
- 2013 : Vocation Médecin sur M6
- 2013 : Un air de star sur M6
- 2014 : M6 fête les 30 ans du Top 50 sur M6
- 2014-2016 : Qu'est-ce que je sais vraiment ? sur M6
- Depuis 2016 : Une ambition intime sur M6
- 2017 : 30 ans de M6 : l'anniversaire surprise sur M6
- 2019: Etam live show 2019 sur W9
- Depuis 2020 : La France a un incroyable talent sur M6
- 2021 : Opération renaissance sur M6
- 2021 : Braqueurs sur M6
- 2022 : Ma maison éco-responsable sur M6
- 2022 : Enfant transgenre : que faire ? sur M6
- 2023 : Nouvelle Star, 20 ans sur M6
- 2023 : Familles de paysans : 100 ans d'histoire sur M6
- 2024 : Édition spéciale du 12.45 sur M6, au Salon de l’agriculture avec Dominique Tenza
- 2024 : Agriculteurs, la crise : édition spéciale sur M6
- 2024 : Les Français, l'amour et le sexe. Comment tout a changé ?

### Radio
- Depuis 2014 : Les Grosses Têtes sur RTL : sociétaire
- 2020-2021 : On ne répond plus de rien sur RTL avec Laurent Baffie (2020-2021) puis Jeanfi Janssens
- 2024 : Agriculteurs, la crise : édition spéciale sur RTL

### En tant qu'actrice
- 2011 : Scènes de ménages : Dolores, une coach de football et amie de José
- 2019 : Comme des bêtes 2 de Chris Renaud : la vache (voix)
- 2020 : Baron noir (série télévisée) : Elle-même
- 2022 : Scènes de ménages (soirée 35 ans M6 : tous en scène !)

## Publications
- Karine Le Marchand, Devenir heureux... Ces épreuves qui font notre force, Paris, éditions Calmann-Lévy, 2009, 235 p. (ISBN 978-2-7021-4018-5 et 2-7021-4018-1)Essai avec la collaboration de Maryse Vaillant, Philippe Grimbert et Stéphane Clerget.
- Karine Le Marchand et Alix Girod de l'Ain, L'amour est tout près, Célibataires les clés pour être heureux à deux, Paris, Éditions Philippe Rey, 2013, 300 p. (ISBN 978-2-84876-304-0 et 2-84876-304-3)

## Décoration
- Officier de l'ordre du Mérite agricole (2023). Chevalier de 2013.

Karine Le Marchand, alors animatrice de L'amour est dans le pré sur M6, reçoit le 28 février 2013 la croix de chevalier dans l'ordre du Mérite agricole des mains de Stéphane Le Foll, ministre de l'Agriculture, pour sa contribution « à remettre les agriculteurs au cœur de la société ».
Le ministre de l'Agriculture et de la Souveraineté alimentaire, Marc Fesneau, lui remet dix ans plus tard la croix d'officier de l'ordre du Mérite agricole, en présence notamment de Nicolas de Tavernost, président du directoire du groupe M6,.
- Chevalière de l'ordre des Arts et des Lettres (2025)